# Burguillos (mancomunitat)
Burguillos és una mancomunitat de municipis de la província de Salamanca, que té com a cap Herguijuela de Ciudad Rodrigo. Està formada pels municipis d'Agallas, La Atalaya, La Encina, Herguijuela de Ciudad Rodrigo, Martiago, Pastores, El Sahugo, Serradilla del Llano i Zamarra.